# Otto Böckel
Otto Böckel (Francoforte sul Meno, 12 luglio 1859 – Michendorf, 17 settembre 1923) è stato un bibliotecario, musicologo e politico tedesco, ricercatore di canti popolari.

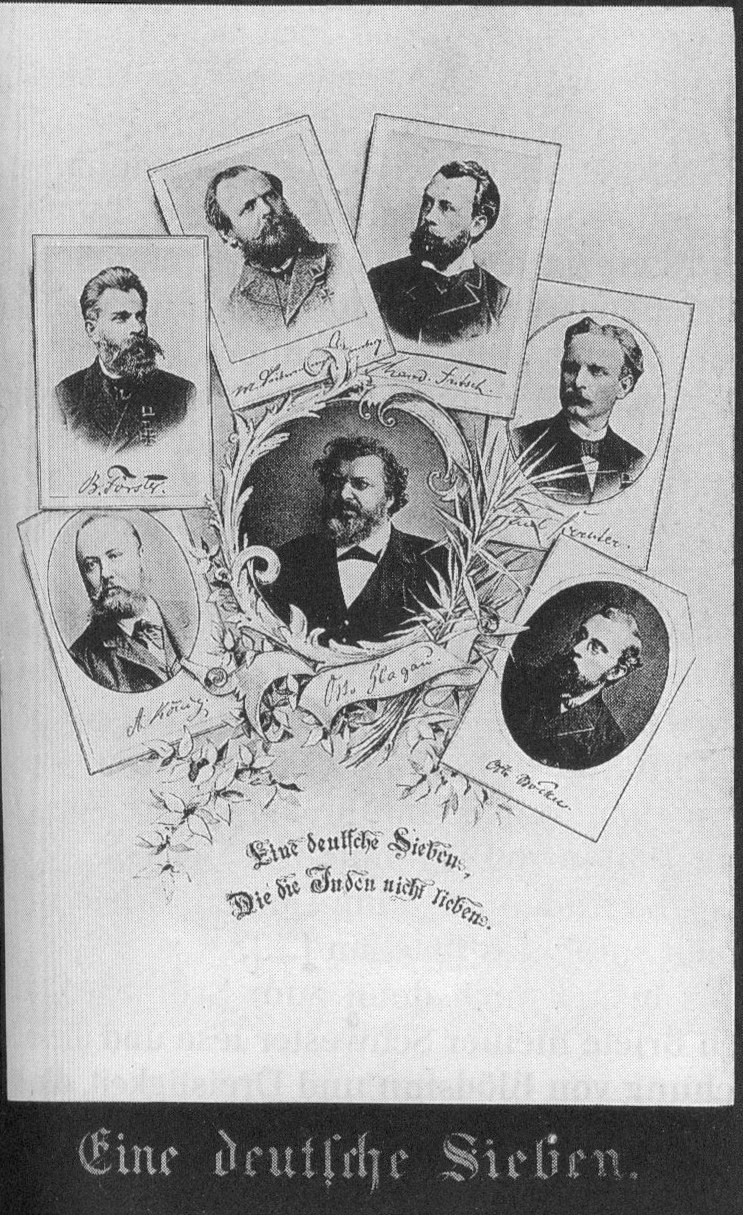
"Movimento di Berlino": Otto Glagau (al centro), in senso orario Adolf König, Bernhard Förster, Max Liebermann von Sonnenberg, Theodor Fritsch, Paul Förster e Otto Böckel, 1880 circa

Usò anche lo pseudonimo "Dr. Capistrano".

## Biografia
Otto Böckel nacque dallo scalpellino Gustav Böckel e dalla moglie Anna Schaffner. Dal 1878 studiò diritto ed economia a Gießen e Heidelberg, poi lingue a Marburgo e Gießen. Nel 1879 divenne membro della Burschenschaft Germania di Gießen. Nel 1882 ottenne il dottorato a Marburgo dal romanista Edmund Stengel e fu assunto nella biblioteca universitaria. Da allora Böckel si dedicò agli studi folcloristici, in particolare alla ricerca sui canti popolari e sulla cultura contadina comune in Assia. La sua opera, permeata di romanticismo agricolo e antisemitismo, fu fortemente ispirata da Wilhelm Heinrich Riehl, ma ha anche caratteristiche anti-conservatrici e anti-autoritarie. Böckel probabilmente prese le sue teorie complottoste anti-ebraiche dalle opere degli antisemiti francesi Alphonse de Toussenel e Édouard Drumont.

### Il cammino verso la politica
Nel corso della sua vita Otto Böckel ha combattuto a favore dei piccoli agricoltori della sua Kurhessen, minacciati dalla crisi agricola. Tuttavia individuò nei commercianti di bestiame ebrei e nei banchieri israeliti, che avrebbero danneggiato gli agricoltori con l'usura, i colpevoli del declino agricolo della zona, piuttosto che nei problemi strutturali dell'agricoltura classica causati dall'emergente era industriale, quali il calo dei prezzi dovuto alla globalizzazione dei mercati agricoli, i metodi di produzione obsoleti, la frammentazione della proprietà, la carenza di manodopera a causa dell'urbanizzazione. Queste furono accuse mai giustificate adeguatamente, ma in quel periodo furono accolte da molti, perché di più facile soluzione per degli agricoltori indebitati, rispetto all'affrontare i cambiamenti strutturali dell'agricoltura.
Movente ultimo per l'azione politiva di Böckel fu lo spettacolare processo contro Conrad Hedderich, che assassinati i suoi creditori ebrei, venne assolto per carenza di prove.

### Il "re contadino assiano"
Da allora in poi Böckel e alcuni dei suoi compagni contadini si trasferirono come agitatori antisemiti nei villaggi dell'Assia e trovarono entusiasti sostenitori tra i piccoli proprietari terrieri, le classi rurali in generale ed i piccolo-borghesi, oltre agli studenti di Marburgo, che lo celebrarono come il "re contadino assiano". Nel 1886 tenne anche un discorso alla Berliner Bockbrauerei che contribuì a finanziare il movimento antisemita. L'idea principale della sua agitazione fu riassunto nello slogan "La Germania sono i tedeschi", che divenne lo slogan della Lega tedesca per la protezione e la difesa del popolo nel 1919. La sua agitazione fu sostenuta dai giornali Die Wucherpille, Reichsgeldmonopol e Reichsherold, per i quali Böckel pubblicò o scrisse (in parte sotto lo pseudonimo Dr. Capistrano – Inquisitore medievale specializzato nella persecuzione degli ebrei).
Il "re contadino assiano" non si schierò con i partiti politici di destra. Con lo slogan "contro Junker ed ebrei“ fuse idee anticonservatrici e antisemite, così nelle elezioni del 1887 fu eletto come primo antisemita indipendente al Reichstag per la circoscrizione di Marburgo-Kirchhain. Böckel decise di costituire un istituto di mutua-assistenza antisemitico che avrebbe dovuto rendere gli agricoltori indipendenti dal capitale ebraico, così fondò il Kurhessischen Bauernbund, che, però, sotto il suo presidente Alfred Winkler, non aderì al movimento antisemita. Nel 1890 Böckel creò, quindi, la Mitteldeutschen Bauernverein. Successivamente promosse la nascita di cooperative agricole, fornì consulenza legale agli agricoltori indebitati e organizzò mercati del bestiame "senza ebrei". Nel 1890 Böckel fondò, inoltre, il Partito Popolare Antisemita, ribattezzato nel 1893 Partito Riformatore Tedesco. Tuttavia la sua sfera d'influenza politica rimase sempre limitata a Kurhessen. Nel 1890, 1893 e 1898 Böckel fu rieletto nella circoscrizione di Marburgo, anche se ebbe contro tutti gli altri partiti. Le autorità temettero che le campagne aggressive di Böckel avrebbero incoraggiato il movimento socialdemocratico nello Stato, così, conformemente al principio di Raiffeisen, sostennero la creazione di organizzazioni di mutua-assistenza indipendenti dal movimento di Böckel. 

### Il declino politico
Lo scandalo di un bambino illegittimo e l'appropriazione indebita di fondi del Mitteldeutschen Bauernvereins per la campagna elettorale, costrinsero Böckel a lasciare Marburgo nel 1894. Quando il suo tentativo di impedire al Partito Riformatore Tedesco di unirsi al Partito Sociale Tedesco fallì, Böckel si dimise dal partito e dal gruppo. Criticò il rapporto del nuovo soggetto politico con i conservatori e l'Associazione degli agricoltori, che aveva combattuto in Assia come avversario politico. La ricostituzione del Partito Popolare Antisemita insieme a Hermann Ahlwardt fallì miseramente. Nel 1903 Böckel perse le elezioni nella sua circoscrizione a favore del social-liberale ed ex-antisemita Hellmut von Gerlach. D'altronde il movimento antisemita in Assia si era indebolito grazie al successo dell'applicazione del principio-Raiffeisen e venne assorbito dall'Unione degli agricoltori, dove Böckel si attivò come agitatore dal 1897 al 1899. I tentativi di Böckel di riacquistare un punto d'appoggio nel movimento antisemita così fallirono. L'Associazione popolare tedesca, fondata insieme a Paul Förster e Hans von Mosch, rimase priva di significato e la candidatura nel collegio elettorale di Marburgo alle elezioni del Reichstag del 1912 fallì miseramente.

### Effetti distorsivi
Otto Böckel morì all'età di 64 anni a Michendorf. I nazionalsocialisti lo stilizzarono come pioniere delle loro idee. I principali nazionalsocialisti assiani, come l'ultimo presidente dell'Assia Ferdinand Werner, furono attivi in gioventù nel movimento di Böckel.

## Opere (selezione)

### Scritti folcloristici
- Deutsche Volkslieder aus Oberhessen, 1885
- Der deutsche Wald im deutschen Lied, 1899
- Dorfbilder aus Hessen und der Mark, 1908
- Psychologie der Volksdichtung, 1913
- Seelenland. Bilder aus deutscher Heldenzeit, 1913
- Das deutsche Volkslied, 1917

### Scritti antisemiti
- Die Juden – Die Könige unserer Zeit, 1887, wieder 1901
- Die Quintessenz der Judenfrage, 1889
- Nochmals: Die Juden – die Könige unserer Zeit, 1901